# Schooldistrict
Een schooldistrict (Engels: school district) is een district dat speciaal in het leven is geroepen om lokaal openbaar lager en secundair onderwijs aan te bieden. De Verenigde Staten werken volgens dit systeem, waar iemands woonplaats bepaalt onder welk schooldistrict diegene valt en in welke school of scholen hij of zij zich dus kan inschrijven. In Hongkong bestaan er in het lager onderwijs schoolnetten met dezelfde functie.

## Verenigde Staten
In de Verenigde Staten behoren de meeste kleuter-, lagere en secundaire scholen in het openbaar onderwijs tot een schooldistrict. Zo'n district omvat vaak meerdere scholen, in grote steden soms honderden. In 2016 telde het land zo'n 13.000 schooldistricten met gemiddeld 5000 leerlingen.
De inrichting van schooldistricten verschilt sterk van staat tot staat en soms ook binnen de staatsgrenzen. De meeste schooldistricten zijn onafhankelijke overheidsagentschappen opgericht door de wetgever op het niveau van de staat. Elk schooldistrict komt overeen met een bepaald gebied, dat kan samenvallen met de grenzen van een stad of een county, of staat daar los van. Het district krijgt de opdracht om als enige openbaar onderwijs aan te bieden binnen dat gebied.
Doorgaans wordt een schooldistrict geleid door een board of education of school board. De leden ervan worden verkozen, aangesteld en/of ambtshalve afgevaardigd. Het school board stelt een superintendent aan om de scholengemeenschap te overzien.
In bepaalde staten hebben schooldistricten een (beperkt) recht om belastingen te heffen.
In de meeste zuidelijke staten zijn schooldistricten geen onafhankelijke instellingen, maar vormen ze een onderdeel van het countybestuur of vallen ze op z'n minst samen met de countygrenzen. In Hawaï is er één district voor de hele staat. Ook Washington D.C. en Puerto Rico, twee territoria, hebben een eengemaakt schooldistrict.